# 孫河駅 (北京市)
座標: 北緯40度2分28.39秒 東経116度31分42.69秒 / 北緯40.0412194度 東経116.5285250度
孫河駅（そんがえき）は中華人民共和国北京市朝陽区孫河地区に位置する北京地下鉄15号線の駅である。

## 歴史
- 2010年12月30日 - 開業。

## 駅構造

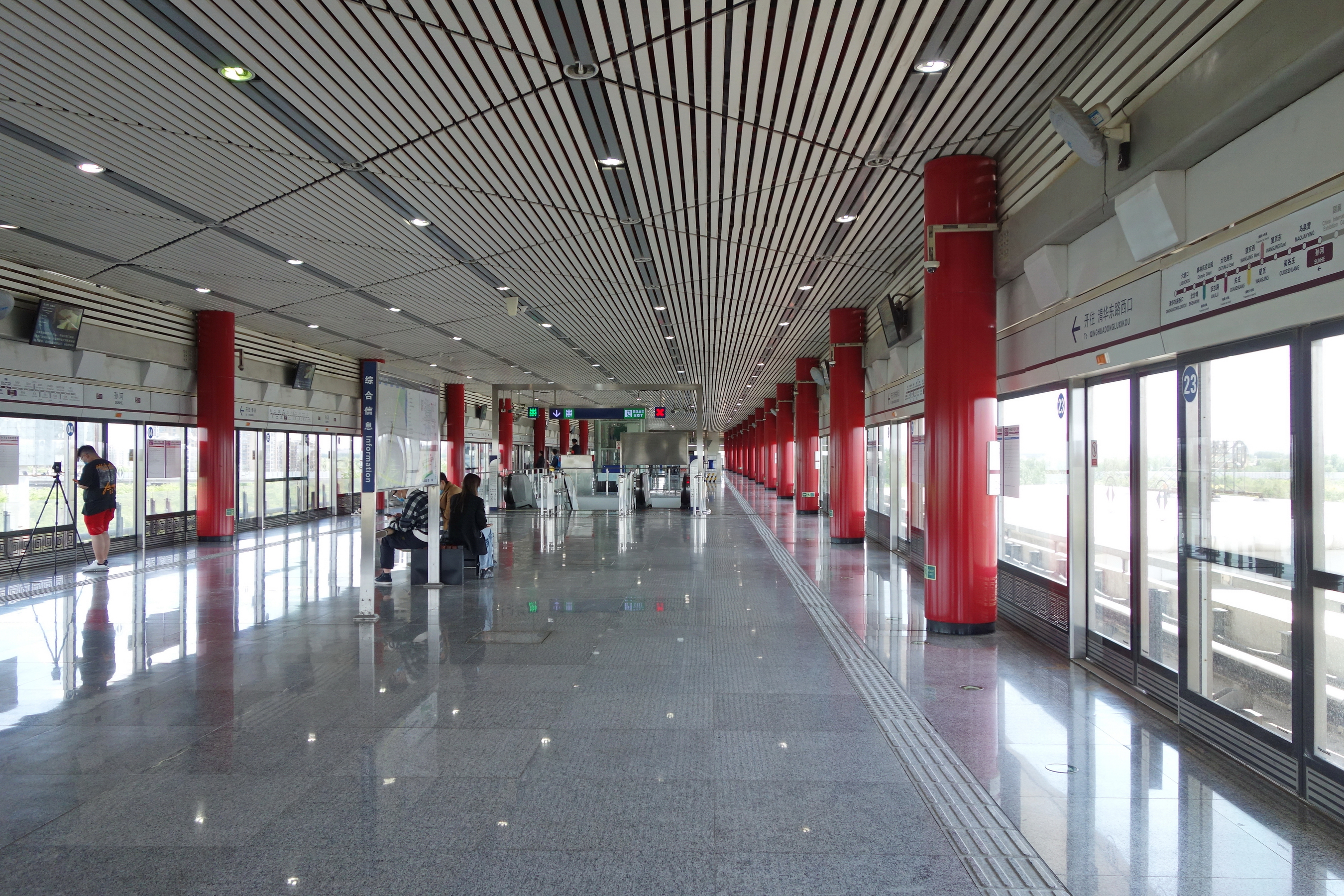
ホーム

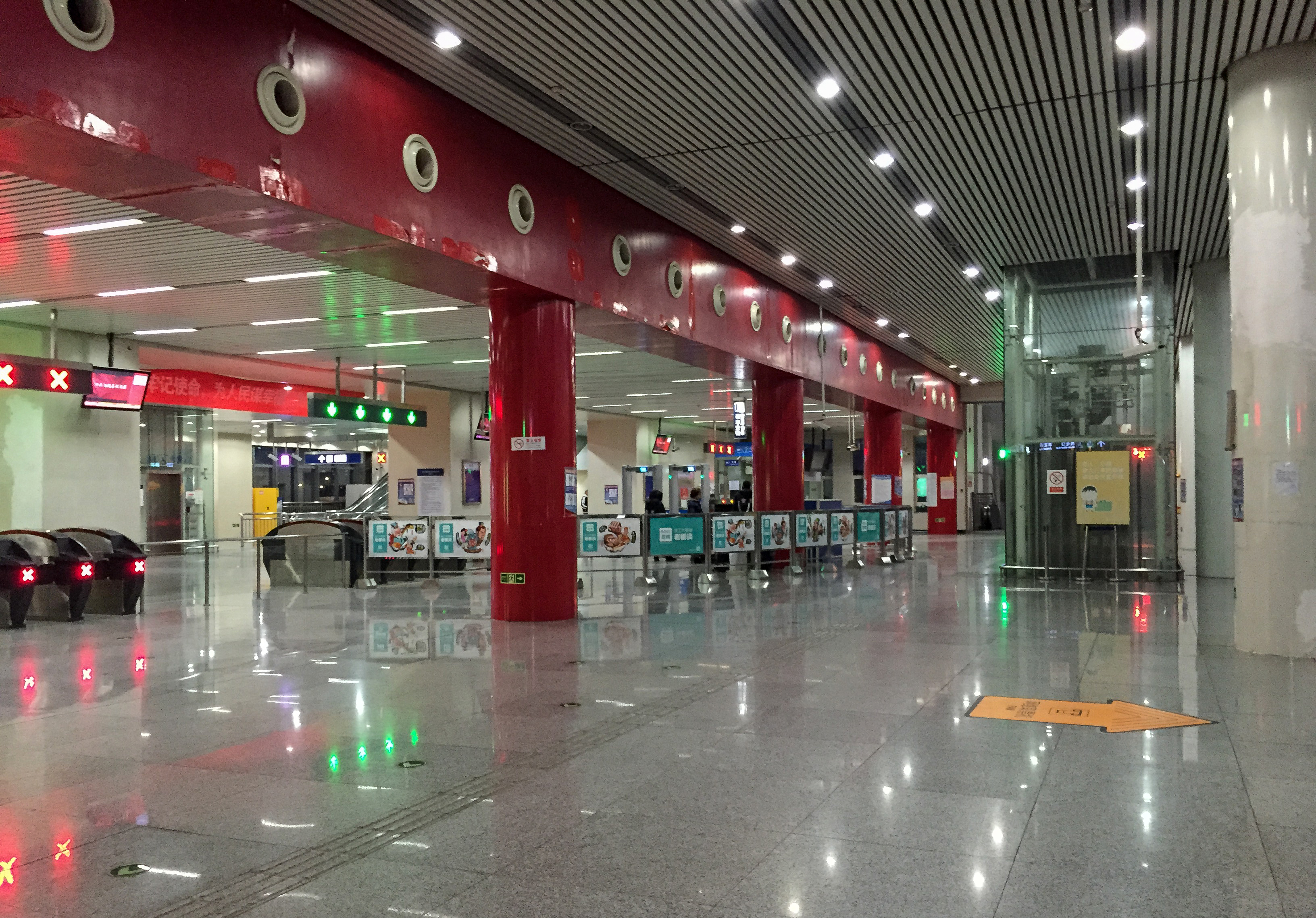
改札口

島式ホーム1面2線を有する高架駅である。中国紅を基調としている。

## 隣の駅
北京地下鉄
■15号線
馬泉営駅 - 孫河駅 - 国展駅